# Bombardeo de la guardería de Stanitsa Luganska
El bombardeo de la guardería de Stanitsa Luganska ocurrió el 17 de febrero de 2022 y terminó por marcar el agravamiento de la crisis ruso-ucraniana iniciada en 2021 y preceder por unos días a la invasión rusa de Ucrania de 2022. La autoría del ataque fue de las fuerzas separatistas de la R. P. de Lugansk y provocó la muerte de tres personas y dejó a la mitad del pueblo sin electricidad.

## Descripción general
El 17 de febrero de 2022, un proyectil de mortero cayó en un jardín de niños en Stanitsa Luganska, Óblast de Lugansk, Ucrania. El primer ministro de la autoproclamada República Popular de Lugansk, Serguéi Kozlov, acusó a Ucrania de utilizar morteros, lanzagranadas, lanzacohetes y/o ametralladoras a lo largo de su línea de contacto, posiblemente cerca de Stanitsa Luganska. Fuentes ucranianas afirmaron que las posiciones rusas y de la RPL dispararon desde algún lugar cerca de Mikoláivka o de la misma ciudad de Lugansk hacia Stanitsa Luganska. Esto fue durante el preludio antes de la invasión rusa de Ucrania.
El 26 de febrero del mismo año, el asentamiento fue ocupado conjuntamente por las Fuerzas Armadas de Rusia y las Fuerzas separatistas rusas del Dombás como parte de la invasión rusa de Ucrania.

## Reacciones
Josep Borrell, Alto Representante de la Unión para Asuntos Exteriores y Política de Seguridad de la Unión Europea (UE), ha afirmado que "este bombardeo indiscriminado de infraestructuras civiles es totalmente inaceptable y supone una clara violación del alto el fuego y de los acuerdos de Minsk". . Borrell también expresó el apoyo de la UE a las fronteras internacionalmente reconocidas de Ucrania y pidió acceso sin restricciones para la Misión Especial de Monitoreo de la OSCE a Ucrania en todo el territorio de Ucrania, incluidas las áreas ocupadas por Rusia.
La Embajada de los Estados Unidos en Kiev calificó el ataque como una "atroz violación rusa de los acuerdos de Minsk" que demostró "el desprecio de Rusia por los civiles ucranianos en ambos lados de la línea de contacto". La embajada también declaró que "El agresor en el Dombás es claro: Rusia".